# Hexatoma (Eriocera) insidiosa
Hexatoma (Eriocera) insidiosa is een tweevleugelige uit de familie steltmuggen (Limoniidae). De soort komt voor in het Oriëntaals gebied.